# (6495) 1992 UB1
A (6495) 1992 UB1 a Naprendszer kisbolygóövében található aszteroida. Ueda Szeidzsi és Kaneda Hirosi fedezte fel 1992. október 19-én.